# Bergères-sous-Montmirail
Bergères-sous-Montmirail je francouzská obec v departementu Marne v regionu Grand Est. Žije zde 145 obyvatel.

## Geografie

### Sousední obce
| Růžice kompasu |                 | Vauchamps                |                 | Růžice kompasu |
| Růžice kompasu | Montmirail      | Sever                    | Boissy-le-Repos | Růžice kompasu |
| Růžice kompasu | Montmirail      | Bergères-sous-Montmirail | Boissy-le-Repos | Růžice kompasu |
| Růžice kompasu | Montmirail      | Jih                      | Boissy-le-Repos | Růžice kompasu |
| Růžice kompasu | Le Gault-Soigny |                          |                 | Růžice kompasu |